# 菲利普·纳鲁恩
菲利普·纳鲁恩（德語：Philipp Naruhn，1983年7月14日—），德国男子赛艇运动员。他曾代表德国参加世界赛艇锦标赛，获得一枚金牌和二枚铜牌。他也曾参加2008年夏季奥运会。